# Stazione meteorologica di Capo Caccia

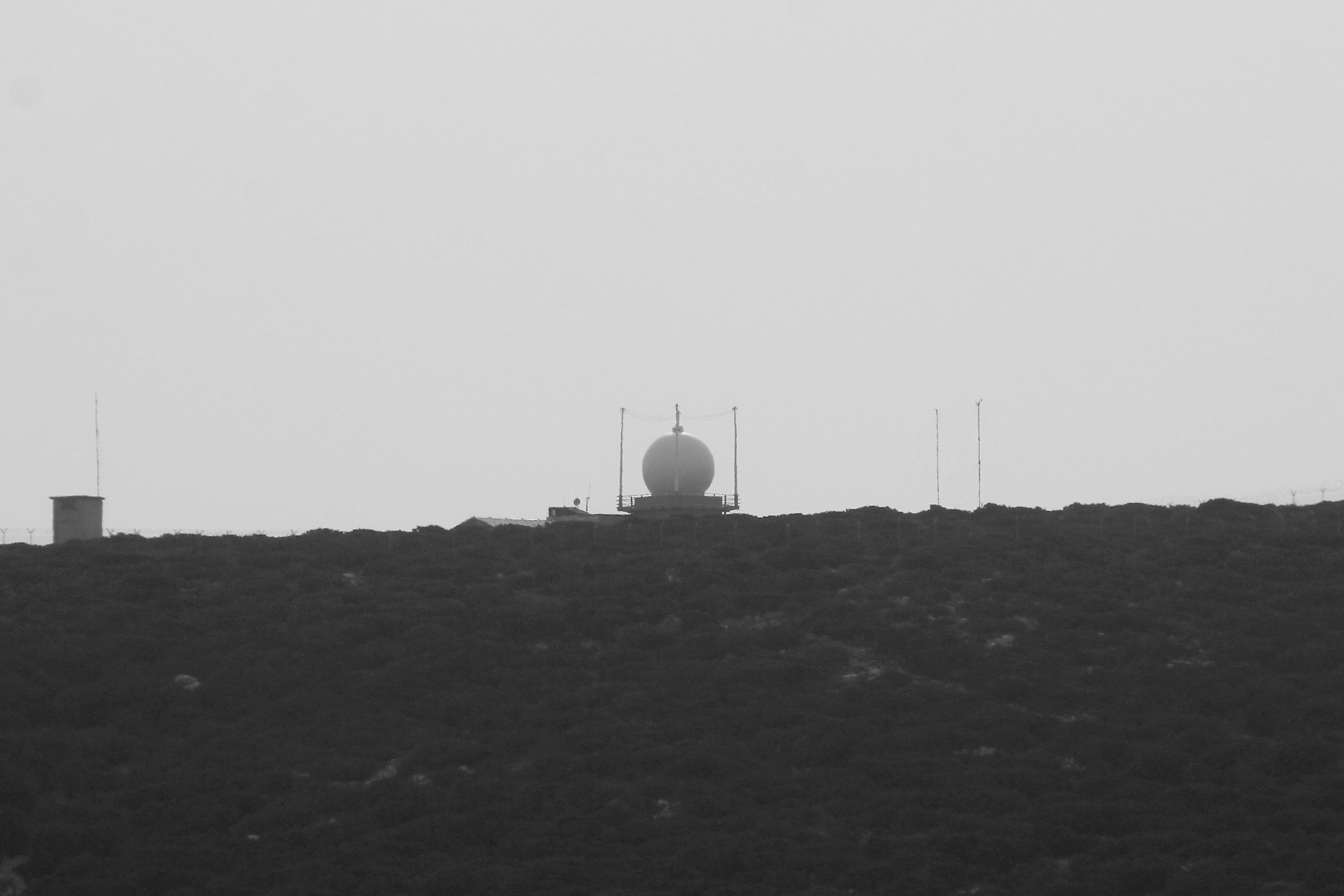

La stazione meteorologica di Capo Caccia (in catalano: Estaciò meteoròlogica del Cap de la Caça) è la stazione meteorologica di riferimento per il servizio meteorologico dell'Aeronautica Militare e per l'Organizzazione Mondiale della Meteorologia, relativa all'omonima località nei pressi di Alghero.

## Storia
La stazione meteorologica venne attivata come stazione meteomarina presso il semaforo di Capo Caccia, originariamente gestito dalla Regia Marina.
I dati meteomarini rilevati sono documentati fin dagli inizi del Novecento nei bollettini meteorici giornalieri dell'Ufficio Centrale di Meteorologia e, tra il 1929 e il 1933, le principali statistiche meteomarine sono state pubblicate anche dall'ISTAT negli Annuari Statistici Italiani dei corrispondenti anni.

## Caratteristiche
La stazione meteo si trova nell'Italia insulare, in Sardegna, a pochi km dalla città di Alghero, a 205 metri s.l.m. e alle coordinate geografiche 40°33′38.05″N 8°09′46.81″E.
Oltre a rilevare i dati relativi a temperatura, precipitazioni, pressione atmosferica, umidità relativa, direzione e velocità del vento, la stazione meteorologica è collegata ad una boa situata nell'antistante Mare di Sardegna, grazie alla quale è possibile osservare lo stato del mare, l'altezza dell'onda marina, la direzione dell'onda stessa, oltre alla lunghezza e all'altezza dell'onda morta (onda non più soggetta all'azione diretta del vento).

## Medie climatiche ufficiali

### Dati climatologici 1971-2000
In base alla media trentennale 1971-2000, effettivamente calcolata a partire dal 1975, la temperatura media del mese più freddo, gennaio, si attesta a +10,6 °C; quella del mese più caldo, agosto, è di circa +24,2 °C. Nel medesimo trentennio, la temperatura massima assoluta ha toccato i +39,8 °C nel luglio 1996 mentre la temperatura minima assoluta è scesa a -1,6 °C nel gennaio 1999.
Le precipitazioni medie annue si attestano a 462,5 mm annui, con prolungato minimo estivo e moderato picco in autunno e massimo secondario in inverno per gli accumuli totali stagionali.
L'umidità relativa media annua fa registrare il valore di 78,1% con minimo di 75% a luglio e a settembre e massimo di 81% a maggio.
| Capo Caccia (1971-2000)    | Mesi        | Mesi        | Mesi        | Mesi        | Mesi        | Mesi        | Mesi        | Mesi        | Mesi        | Mesi        | Mesi        | Mesi        | Stagioni | Stagioni | Stagioni | Stagioni | Anno  |
| Capo Caccia (1971-2000)    | Gen         | Feb         | Mar         | Apr         | Mag         | Giu         | Lug         | Ago         | Set         | Ott         | Nov         | Dic         | Inv      | Pri      | Est      | Aut      | Anno  |
| -------------------------- | ----------- | ----------- | ----------- | ----------- | ----------- | ----------- | ----------- | ----------- | ----------- | ----------- | ----------- | ----------- | -------- | -------- | -------- | -------- | ----- |
| T. max. media (°C)         | 12,7        | 12,9        | 14,3        | 15,6        | 20,3        | 23,4        | 26,3        | 27,2        | 24,1        | 20,6        | 16,2        | 13,8        | 13,1     | 16,7     | 25,6     | 20,3     | 19,0  |
| T. min. media (°C)         | 8,5         | 8,6         | 9,4         | 10,5        | 14,3        | 17,4        | 20,0        | 21,1        | 18,5        | 15,5        | 11,9        | 9,7         | 8,9      | 11,4     | 19,5     | 15,3     | 13,8  |
| T. max. assoluta (°C)      | 19,2 (1997) | 19,8 (1977) | 23,0 (1991) | 27,6 (1992) | 32,4 (1975) | 34,8 (1994) | 39,8 (1996) | 37,8 (1978) | 34,8 (1998) | 29,8 (1991) | 24,0 (1994) | 21,4 (1989) | 21,4     | 32,4     | 39,8     | 34,8     | 39,8  |
| T. min. assoluta (°C)      | −1,6 (1999) | −0,4 (1999) | 3,0 (1993)  | 4,2 (1992)  | 7,0 (1991)  | 11,8 (1976) | 14,2 (2000) | 14,6 (1977) | 12,0 (1994) | 7,0 (1997)  | 2,0 (1998)  | 0,0 (1990)  | −1,6     | 3,0      | 11,8     | 2,0      | −1,6  |
| Precipitazioni (mm)        | 44,9        | 28,8        | 33,7        | 46,3        | 30,0        | 18,5        | 6,6         | 9,0         | 39,1        | 78,4        | 74,4        | 52,8        | 126,5    | 110,0    | 34,1     | 191,9    | 462,5 |
| Umidità relativa media (%) | 80          | 80          | 78          | 79          | 81          | 78          | 75          | 78          | 75          | 78          | 78          | 77          | 79       | 79,3     | 77       | 77       | 78,1  |

## Valori estremi

### Temperature estreme mensili dal 1946 ad oggi
Nella tabella sottostante sono riportate le temperature massime e minime assolute mensili, stagionali ed annuali dal 1946 ad oggi, con il relativo anno in cui queste sono state registrate. La massima assoluta del periodo esaminato di +42,2 °C è del luglio 2023, mentre la minima assoluta di -2,9 °C è del febbraio 1949.
| Capo Caccia (1946-2023) | Mesi        | Mesi        | Mesi        | Mesi        | Mesi        | Mesi        | Mesi        | Mesi        | Mesi        | Mesi        | Mesi        | Mesi        | Stagioni | Stagioni | Stagioni | Stagioni | Anno |
| Capo Caccia (1946-2023) | Gen         | Feb         | Mar         | Apr         | Mag         | Giu         | Lug         | Ago         | Set         | Ott         | Nov         | Dic         | Inv      | Pri      | Est      | Aut      | Anno |
| ----------------------- | ----------- | ----------- | ----------- | ----------- | ----------- | ----------- | ----------- | ----------- | ----------- | ----------- | ----------- | ----------- | -------- | -------- | -------- | -------- | ---- |
| T. max. assoluta (°C)   | 19,8 (2018) | 26,0 (2021) | 26,6 (2001) | 31,2 (1949) | 34,4 (2009) | 37,8 (2019) | 42,2 (2023) | 39,2 (2023) | 38,0 (2023) | 31,8 (2003) | 27,0 (2014) | 21,6 (1953) | 26,0     | 34,4     | 42,2     | 38,0     | 42,2 |
| T. min. assoluta (°C)   | −1,6 (1999) | −2,9 (1949) | −2,7 (1949) | 3,8 (2022)  | 7,0 (1991)  | 10,0 (2006) | 12,6 (1948) | 14,6 (1977) | 11,4 (1955) | 7,0 (1997)  | 1,4 (2005)  | 0,0 (1990)  | −2,9     | −2,7     | 10,0     | 1,4      | −2,9 |